# Chiesa di Santo Stefano (Romeno)
La chiesa di Santo Stefano è la parrocchiale di Malgolo, frazione di Romeno in provincia autonoma di Trento. Fa parte dell'ex-decanato di Fondo e risale al XIV secolo.

## Storia

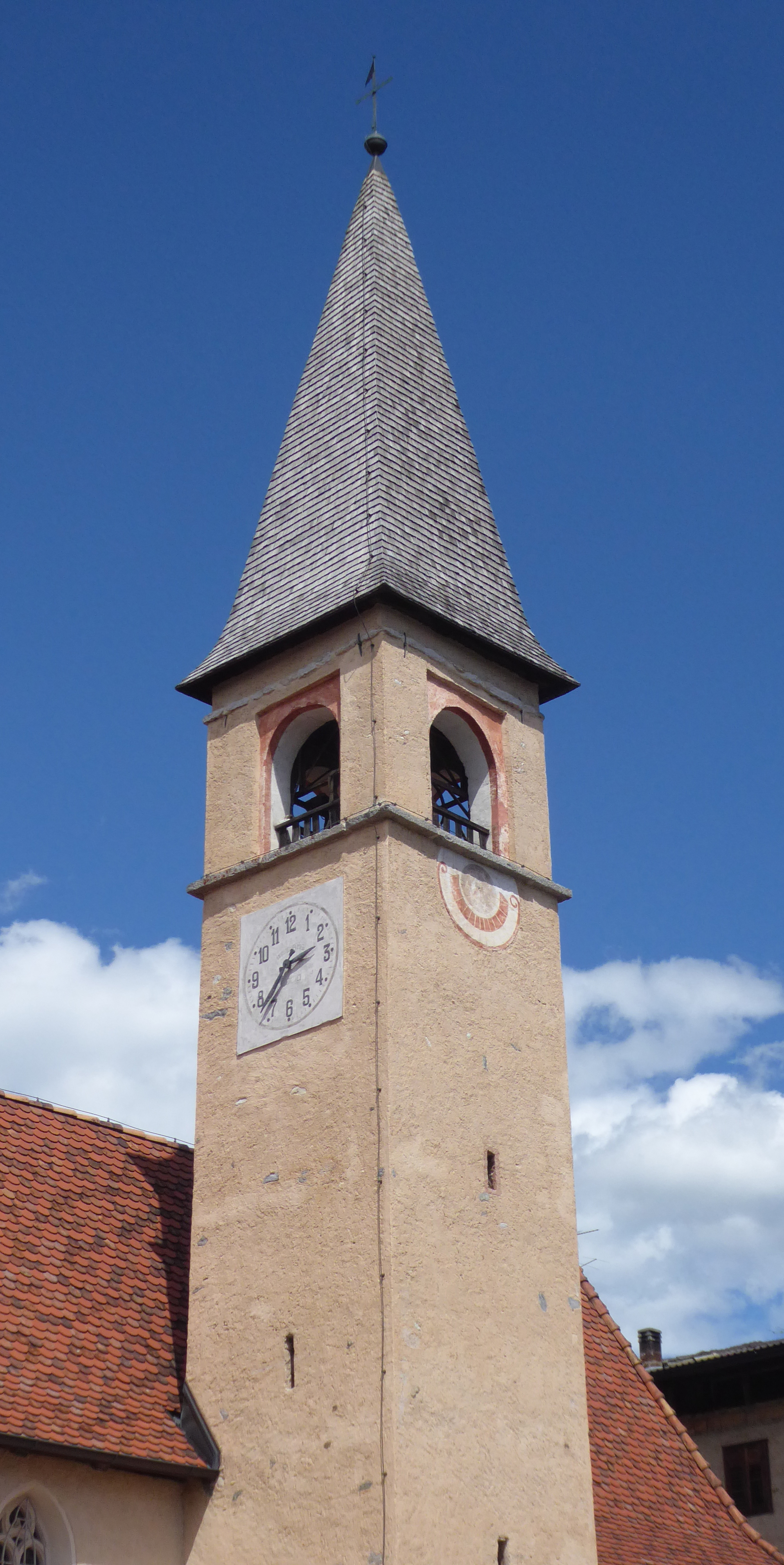
Torre campanaria.

Il momento preciso della sua costruzione non è documentato in modo certo ma si desume che la sua erezione sia da collocare nella prima metà del XIV secolo. La sua solenne consacrazione venne celebrata nel 1345 e la sua originaria dedicazione fu per Santa Maria. La modifica della dedicazione avvenne in seguito, ma anche in questo caso non si hanno dati certi.
Circa due secoli più tardi, nel 1542, Il luogo di culto fu oggetto di importanti lavori che riguardarono il suo ampliamento e l'arricchimento delle decorazioni ad affresco. La visita pastorale del 1579 registrò con certezza l'avvenuta dedicazione a Santo Stefano. Nel 1738  venne elevata a dignità di chiesa primissaria legata alla basilica dei Santi Martiri di Sanzeno.
Ottenne dignità curaziale nel 1858, la concessione della custodia eucaristica nel 1863 e del fonte battesimale nel 1875.
Il primo importante intervento nel XX secolo fu realizzato nel 1913, un anno prima dello scoppio del primo conflitto mondiale e in tale momento fu ampliata la sua navata con la realizzazione di una cappella laterale. Venne elevata a dignità parrocchiale nel 1950 e negli anni settanta alcuni lavori alla torre campanaria portarono alla sostituzione dell'orologio e delle vetrate. Nuovi interventi di restauro conservativo si sono realizzati all'inizio della prima e del secondo decennio del XXI secolo e tali lavori hanno interessato gli intonaci e il consolidamento strutturale di alcune parti dell'edificio.

## Descrizione

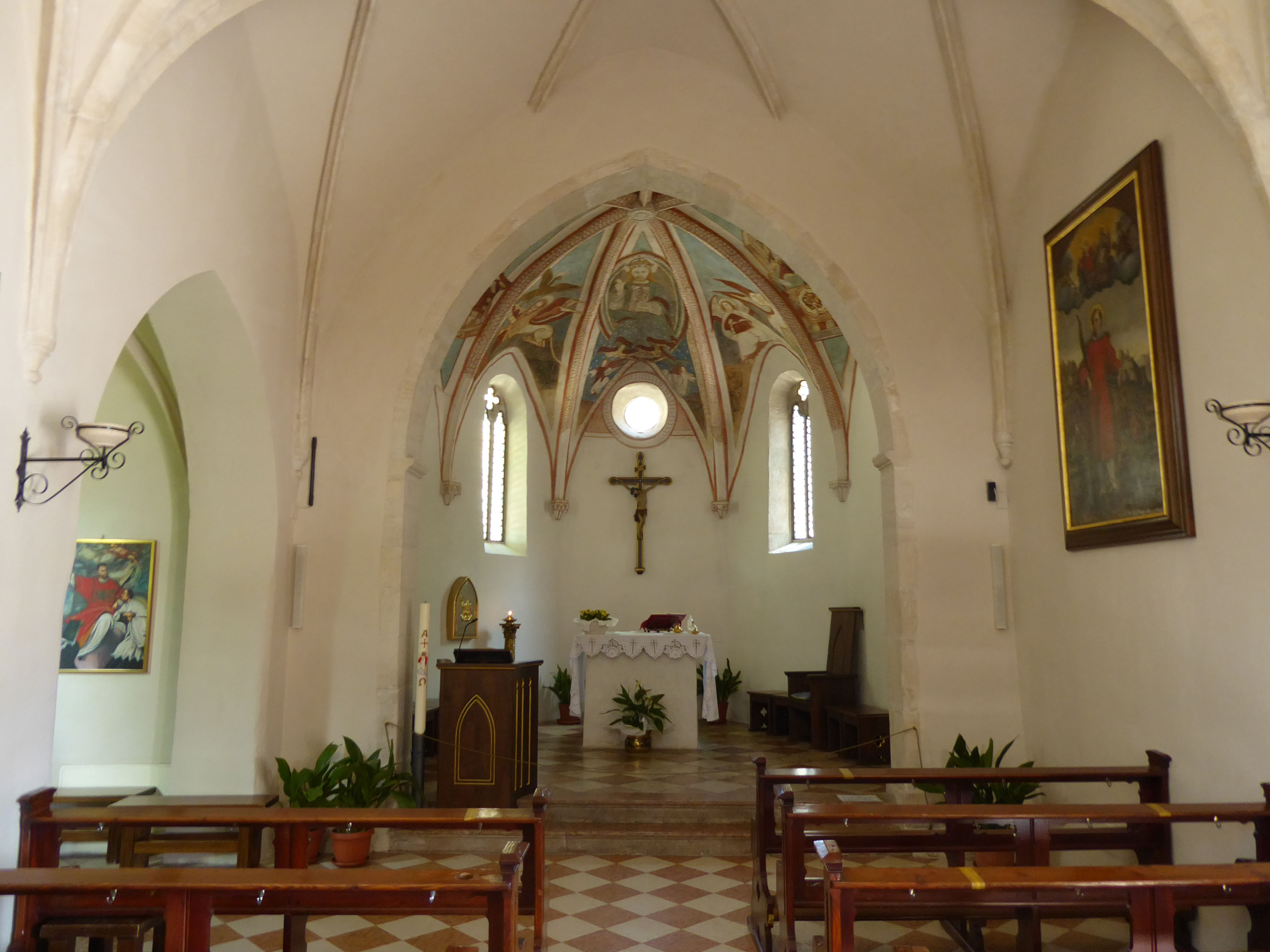
Interno della navata.

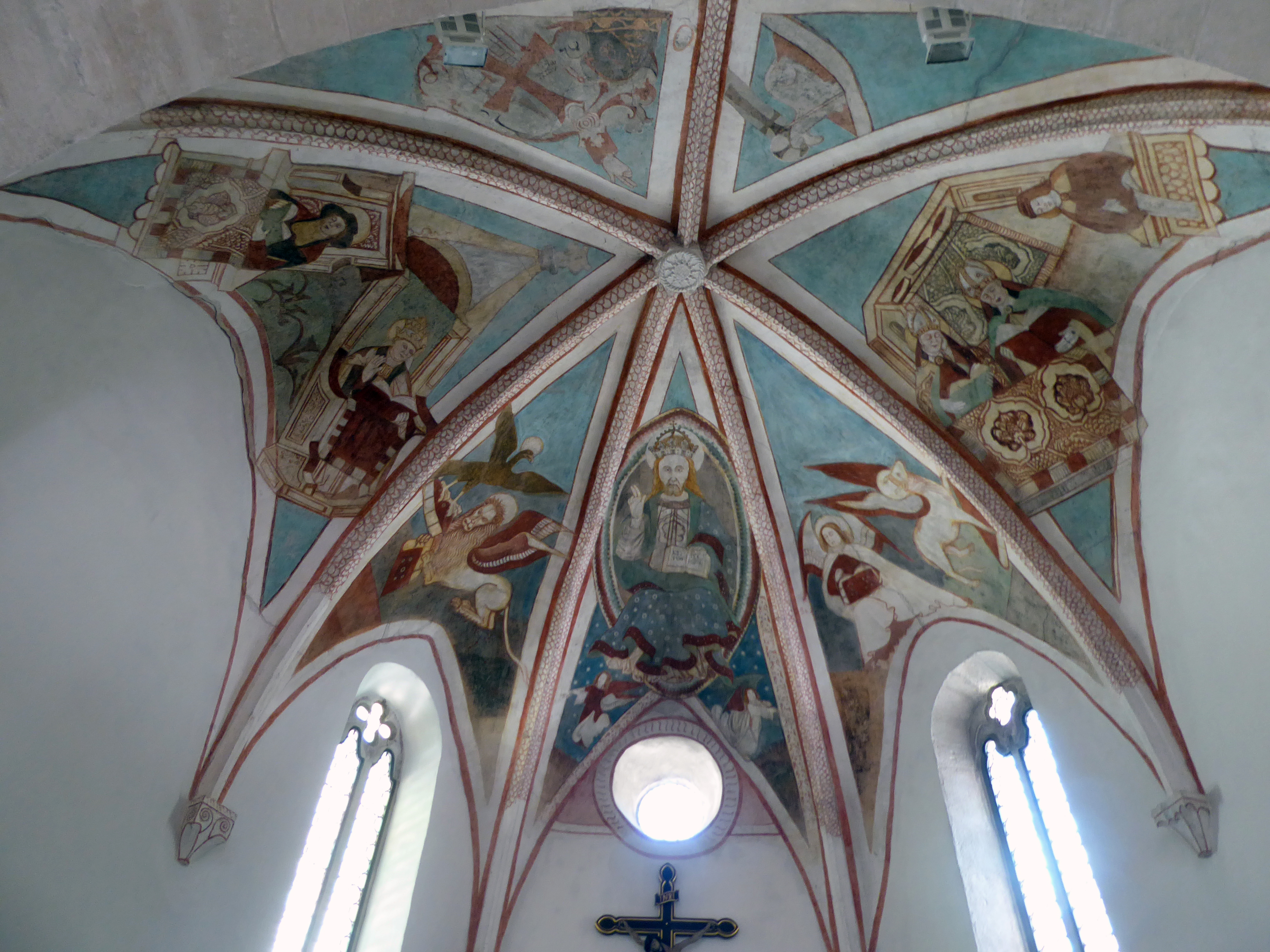
Affreschi nella volta del presbiterio.

### Esterni
La facciata a capanna con due spioventi che formano un angolo acuto si trova compresa tra due imponenti pilastri. Il portale di accesso è incorniciato in marmo e sopra, in asse, si trova il grande oculo leggermente strombato. La Torre campanaria si trova in posizione arretrata sulla fiancata destra. La cella campanaria si apre con quattro finestre a monofora e la copertura ha la forma di piramide quadrangolare acuta con rivestimento in scandole di legno.

### Interni
La navata interna è unica, ma ampliata dalla cappella laterale. Attraverso l'arco santo si accede al presbiterio leggermente rialzato. Di interesse artistico risultano gli affreschi nella parte absidale risalenti al XV secolo. La pala d'altare che raffigura Santo Stefano posta sull'altare maggiore è attribuita a Mattia Lampi, padre di Giovanni Battista.